# أحمد رمزي
أحمد رمزي (23 مارس 1930 - 28 سبتمبر 2012 )، ممثل مصري اشتهر بأدوار الشاب الوسيم الشقي خفيف الظل في العديد من الأفلام الناجحة والبارزة ولد لأب مصري و أم استكلندية السينما المصرية.

## عن حياته
ولد أحمد رمزي في محافظة الإسكندرية، وكان والده طبيبًا مصريًا هو الدكتور محمود بيومي ووالدته اسكتلندية هي هيلين مكاي. درس في مدرسة الأورمان ثم كلية فيكتوريا وبعدها التحق بكلية الطب ليصبح مثل والده وأخيه الأكبر، ولكنه رسب ثلاث سنوات متتالية فانتقل إلى كلية التجارة حيث أكمل دراسته بها إلى أن تخرج فيها وحصل على درجة البكالوريوس، ولقد توفي والده سنة 1939 بعد أن خسر ثروته في البورصة وعملت والدته كمشرفة على طالبات كلية الطب لتربي ولديها بمرتبها حتى أصبح ابنها الأكبر حسن طبيب عظام على نهج والده. ثم اشتهر أحمد رمزي بعد أن اكتشفت موهبته في السينما والرياضة.

## بدايته
تُعتبر حكاية دخول أحمد رمزي مجال التمثيل في السينما من الحكايات الغريبة التي لا تخلو من الطرافة، حيث أن الفتى رمزي منذ نعومة أظافره وهو يحلم بسحر السينما خاصة عندما وصل إلى مرحلة الشباب وشعر بذاته جديرًا بهذا الشرف.
ولقد كانت علاقة الصداقة التي تربطه بـعمر الشريف الذي كان يهوى السينما هو الآخر من العوامل التي رسخت الفكرة في ذهنه، وكان هناك لقاء دائم بين رمزي وعمر وشخص آخر في جروبي وسط البلد وفي أحد هذه اللقاءات التقى هذا الثلاثي بالمخرج يوسف شاهين الذي يسأل عمر ورمزي أسئلة عديدة وظل رمزي يحلم بفكرة السينما وتوقع أن يسند له شاهين دورًا، ولكنه فوجئ في أحد الأيام بصاحبه عمر الشريف يخبره أن "شاهين اختاره ليكون بطل فيلمه الجديد" صراع في الوادي " وكان ذلك عام 1954، وصدم رمزي لكنه لم يحزن لأن الدور ذهب لصديقه عمر، فظل الحلم يراوده وعندما أسند يوسف شاهين البطولة الثانية في نفس العام لـعمر الشريف في فيلم شيطان الصحراء ذهب معهم رمزي وعمل كواحد من عمال التصوير[ ؟ ] حتى يكون قريبًا من معشوقته السينما.
وفي ليلة عندما كان جالسًا في صالة البلياردو كعادته لمحه المخرج حلمي حليم ولاحظ سلوكه وتعبيراته فعرض عليه العمل معه في السينما وسعد جدًا بذلك، وكانت أول بطولة له في فيلم أيامنا الحلوة عام 1955 والطريف أن البطولة كانت مع صديقه عمر الشريف والوجه الجديد وقتها عبد الحليم حافظ لينطلق أحمد رمزي بعدها في سماء الفن.
ولقد قدم أعمالًا هامة عبر فيها عن مشاعر ومشكلات شباب وجيل العشرينات أصحاب الجسد الممشوق والقوام السليم حيث كان من هواة الرياضة، وتوالت أدوار وأعمال رمزي التي بلغ عددها 100 فيلم في مدة 20 عامًا هي عمره السينمائي الذي أنهاه أول مرة في منتصف عقد السبعينات بعد انتهائه من تصوير فيلم «الأبطال» مع فريد شوقي.

## اعتزاله
في منتصف عقد السبعينات كان قرار رمزي بالاعتزال لسبب أنه شعر أن الأوان لم يعد له، مع بروز نجوم شباب مثل نور الشريف ومحمود ياسين ومحمود عبد العزيز، فآثر الابتعاد حتى تظل صورته جميلة في عيون جمهوره الذي اعتاد عليه بصورة معينة، فكان الاعتزال الذي استمر عدة سنوات أعقبها عودته بعد أن نجحت فاتن حمامة بالعودة للتمثيل من خلال سباعية «حكاية وراء كل باب» التي أخرجها المخرج سعيد مرزوق. بعدها كان قرار أحمد رمزي بالغياب مرة أخرى، بعد انشغاله في مشروع تجاري ضخم اعتمد فيه على بناء السفن وبيعها وهو المشروع الذي استمر يعمل فيه طيلة عقد الثمانينات وحتى بداية عقد التسعينات حين اندلعت حرب الخليج الثانية وتأثرت تجارة رمزي إلى الحد الذي بات فيه مديوناً للمصارف بمبالغ ضخمة تم بمقتضاها الحجز على كل ما يملك. وفي منتصف عقد التسعينات كان قرار رمزي بالعودة إلى عالم التمثيل مرة أخرى من خلال عدة أعمال بدأها بفيلم «قط الصحراء» مع يوسف منصور ونيللي، وفيلم «الوردة الحمراء» مع يسرا، ومسلسل «وجه القمر» مع فاتن حمامة 
وعندما ظهر في فيلم الوردة الحمراء مع يسرا وإخراج إيناس الدغيدي عام 2001 كان هو الشاب الشقي رغم زحف تجاعيد السنين على ملامحه والصلع على شعره إلا أنه كما ظهر في فيلم أيامنا الحلوة ظهر في الوردة الحمراء فاتحًا قميصه مستعرضا قوامه.

## وفاته
توفي عن عمر يناهر 82 سنة، على أثر جلطة دماغية شديدة الحدة فور سقوطه الحاد على الأرضية نتيجة اختلال توازنه في حمام منزله بالساحل الشمالي أثناء توجهه للوضوء لصلاة العصر في يوم الجمعة 28 سبتمبر 2012. وقد شيعت جنازته بشكلٍ بسيطٍ في أحد مساجد الساحل الشمالي ودفن هناك بشكلٍ في غاية البساطة والهدوء بناءً على وصيته.

## من أعماله
| - الوردة الحمراء: 2000 - قط الصحراء: 1995 - (رمزي) - حكاية وراء كل باب: 1979 - الحب تحت المطر: 1975 - جنون الشباب: 1975 - (علاء) - الأحضان الدافئة: 1974 - (كابتن مراد) - لغة الحب: 1974 - العمالقة: 1974 - امبراطورية المعلم: 1974 - الأبطال: 1974 - (أحمد علي نصر الدين) - بنات للحب: 1974 - (الريس احمد) - شلة المراهقين: 1973 - (شكري) - مسك وعنبر: 1973 - (عصام) - Sinbad and the Caliph of Baghdad: 1973 - البحث عن فضيحة: 1973 - (فكري) - فندق السعادة: 1972 - (أحمد بك) - أضواء المدينة: 1972 - (بنفسه) - الغفران: 1971 - يمكنك أن تفعل الكثير بسبع نساء: 1971 - ثرثرة فوق النيل: 1971 - (رجب القاضي) - الساعات الرهيبة: 1970 - هاربات من الحب: 1970 - (صلاح) - أنا وزوجتي والسكرتيرة: 1970 - (أحمد فتحي) - للمتزوجين فقط: 1969 - غرام تلميذة: 1969 - همسة الشيطان: 1969 - الحب سنة 70: 1969 - (شريف عبد المقصود) | - هي والشياطين: 1969 - (البرنس) - 3 نساء: 1968 - (المهندس فتحي(القصة3)) - الملعون: 1968 - حواء والقرد: 1968 - (ضيف شرف) - النصف الآخر: 1967 - شباب مجنون جداً: 1967 - (مدحت) - شقة الطلبة: 1967 - الخروج من الجنة: 1967 - المراهقة الصغيرة: 1966 - (عصام) - الأصدقاء الثلاثة: 1966 - (عصام) - شقاوة رجالة: 1966 - (أحمد) - العنب المر: 1965 - (ممدوح) - آخر جنان: 1965 - (منعم) - الشقيقان: 1965 - صبيان وبنات: 1965 - (سعيد ، ابن عم زوجة والد زينب) - العقلاء الثلاثة: 1965 - هي والرجال: 1965 - (مجدى) - ليلة الزفاف: 1965 - (عادل) - جدعان حارتنا: 1965 - المغامرون الثلاثة: 1965 - (عصام) - حكاية العمر كله: 1965 - (ممدوح) - خدني معاك: 1965 - بنت الحتة: 1964 - (سليم ,سولوم) - الباحثة عن الحب: 1964 - الشياطين الثلاثة: 1964 - (عزب) - الابن المفقود: 1964 - أول حب: 1964 - (ممدوح عبد السلام) | - نمر التلامذة: 1964 - فتاة شاذة: 1964 - آخر شقاوة: 1964 - (مجدى) - من أجل حنفي: 1964 - اعترافات زوج: 1964 - (عادل) - النظارة السوداء: 1963 - (عزيز) - العريس يصل غدًا: 1963 - (فتح الله) - شقاوة بنات: 1963 - عائلة زيزي: 1963 - (سامي) - جواز في خطر: 1963 - بكره السفر: 1962 - الأشقياء الثلاثة: 1962 - (رمزي) - امرأة في دوامة: 1962 - (ممدوح) - مذكرات تلميذة: 1962 - (جلال) - لن أعترف: 1961 - (فتحى) - حياة وأمل: 1961 - لا تطفئ الشمس: 1961 - (ممدوح) - السبع بنات: 1961 - (سمير) - شجرة العائلة: 1960 - الزوج المتشرد: 1960 - (أحمد) - أبو الليل: 1960 - (المحامي أحمد) - غراميات امرأة: 1960 - (د.أحمد) - رجل بلا قلب: 1960 - (نبيل) - حب إلى الأبد: 1959 - (أشرف نيازي) - آخر من يعلم: 1959 - عودة الحياة: 1959 - (احمد عبد العزيز المحامى) | - حياة امرأة: 1959 - غريبة: 1958 - (حسام) - بنت 17: 1958 - (كمال) - حبيب حياتي: 1958 - (أحمد) - إسماعيل يس في دمشق: 1958 - الأخ الكبير: 1958 - (أحمد) - سلم على الحبايب: 1958 - مهرجان الحب: 1958 - الشيطانة الصغيرة: 1958 - علموني الحب: 1957 - (ممدوح) - ابن حميدو: 1957 - (حسن) - تمر حنة: 1957 - (احمد) - الوسادة الخالية: 1957 - إسماعيل يس في الأسطول: 1957 - (منير) - الكمساريات الفاتنات: 1957 - أين عمري: 1957 - (عادل) - صراع مع الحياة: 1957 - (مجدي) - شياطين الجو: 1956 - بنات اليوم: 1956 - (فتحي) - القلب له أحكام: 1956 - (حمدي) - صراع في الميناء: 1956 - (ممدوح ) - صوت من الماضي: 1956 - (حمدي) - ودعت حبك: 1956 - حب ودموع: 1955 - أيام و ليالي: 1955 - (رأفت) - أيامنا الحلوة: 1955 - (رمزي) - دموع في الليل: 1955 |

- هاربات من الماضي: (1989)
- وجه القمر 2000
- ( حنان و حنين ) (2007)
- برنامج الأستاذ والتلميذ GodFather مع أحمد السقا.

## روابط خارجية
- أحمد رمزي على موقع IMDb (الإنجليزية)
- أحمد رمزي على موقع قاعدة بيانات الأفلام العربية
- أحمد رمزي على موقع قاعدة بيانات الفيلم (الإنجليزية)